# Jerzy Hoffman
Jerzy Julian Hoffman (phát âm [ˈjɛʐɨ ˈxɔfman]; sinh ngày 15 tháng 3 năm 1932) là một đạo diễn, nhà biên kịch và nhà sản xuất người Ba Lan.

## Sự nghiệp
Phim Three Steps on Earth được công chiếu năm 1965 do Jerzy Hoffman đạo diễn đã đoạt Giải Bạc tại Liên hoan phim quốc tế Moscow lần thứ 4. Ông là một trong những thành viên ban giám khảo tại Liên hoan phim quốc tế Moscow lần thứ 8, 12 và 14 diễn ra lần lượt vào các năm 1973, 1981 và 1985.
Tháng 2 năm 2006, Jerzy Hoffman được nhận Giải thưởng Thành tựu cuộc đời của Viện Hàn lâm Ba Lan.
Phim Battle of Warsaw 1920 do Jerzy Hoffman đạo diễn và được công chiếu vào năm 2011 là phim điện ảnh 3D đầu tiên của Ba Lan.

## Thành tích nghệ thuật
- Battle of Warsaw 1920 (2011)

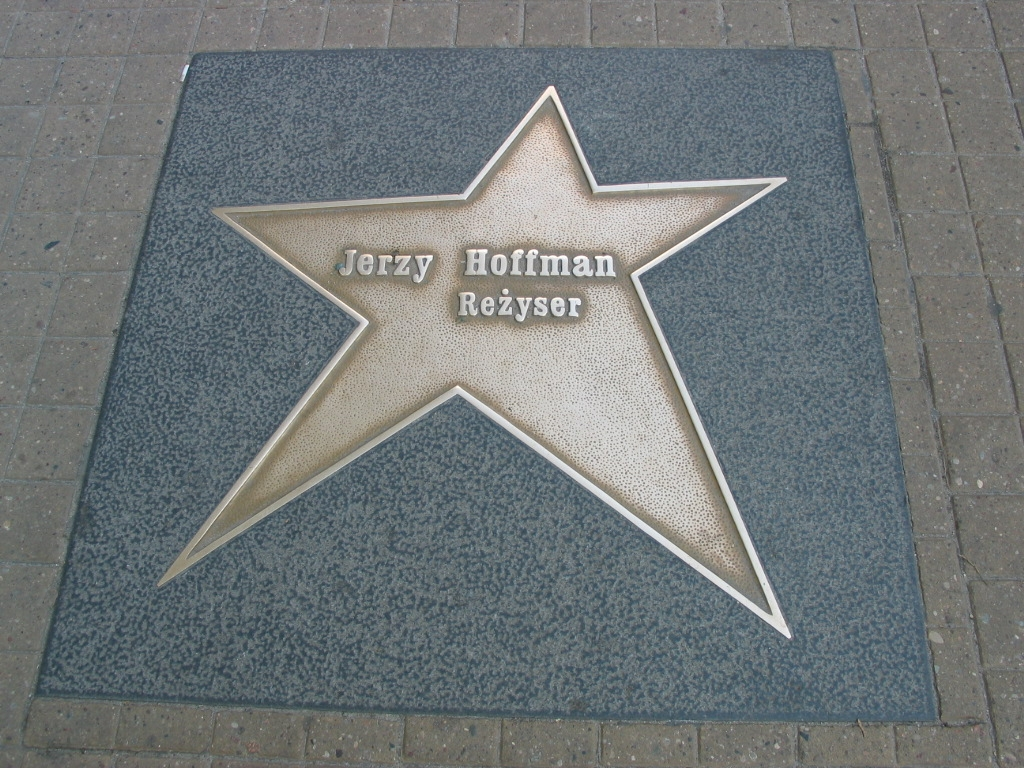
Ngôi sao của Jerzy Hoffman ở Łódź

- Ukraine - The Birth of a Nation (2008)
- An Ancient Tale (Stara Baśń, 2003)
- With Fire and Sword (Ogniem i mieczem, 1999)
- A Beautiful Stranger (Piękna nieznajoma, 1992)
- After Your Decrees [pl] (Wedle wyroków Twoich, 1983)
- The Quack (Znachor, 1981)
- To the Last Drop of Blood (Do krwi ostatniej, 1978)
- Leper (Trędowata, 1976)
- The Deluge (Potop, 1974) - được đề cử Giải Oscar cho Phim nói tiếng nước ngoài hay nhất[5]
- Colonel Wolodyjowski (Pan Wołodyjowski, 1968)
- The Father (Ojciec, 1967)
- The Market of Miracles (Jarmark cudów, 1966)
- Three Steps on Earth (1965)
- The Law and the Fist (Prawo i pięść, 1964)